# Poslishta
Poslishta (albanisch auch Poslishtë bzw. Poslisht/-i, serbisch Послиште Poslište) ist eine Ortschaft im Südwesten Kosovos und gehört zur Gemeinde Prizren.

## Geographie
Das im Südwesten Kosovos gelegene Poslishta befindet sich rund zehn Kilometer östlich der Grenze zu Albanien und rund drei Kilometer westlich von Prizren. Benachbarte Ortschaften sind östlich Hoça e Qytetit, südlich Billusha und nördlich Muradem sowie Vlashnja. In der Nähe fließt die Bistrica e Prizrenit, ein Nebenfluss des Drin. Die Nationalstraße M-25 und die Autostrada R 7 verlaufen etwas nördlich der Ortschaft.

### Klima
In Poslishta herrscht gemäßigtes kontinentales Klima mit einer Jahresdurchschnittstemperatur von 12,2 °C und einer Jahresniederschlagssumme von knapp 900 mm vor. Im Juli liegt die Durchschnittstemperatur bei 22,7 °C, im Januar bei 0,7 °C.
|                        | Jan  | Feb  | Mär  | Apr  | Mai  | Jun  | Jul  | Aug  | Sep  | Okt  | Nov  | Dez  |   |      |
| Mittl. Temperatur (°C) | 0,7  | 3,4  | 7,6  | 11,8 | 16,6 | 20,2 | 22,4 | 22,1 | 18,5 | 12,9 | 6,9  | 2,3  | ⌀ | 12,2 |
| Mittl. Tagesmax. (°C)  | 3,8  | 6,9  | 12,3 | 17   | 22,5 | 26,3 | 28,7 | 28,7 | 24,8 | 17,9 | 10,3 | 5,2  | ⌀ | 17,1 |
| Mittl. Tagesmin. (°C)  | −2,4 | −0,1 | 2,9  | 6,7  | 10,8 | 14,2 | 16,1 | 15,6 | 12,3 | 7,9  | 3,5  | −0,6 | ⌀ | 7,3  |
|                        |      |      |      |      |      |      |      |      |      |      |      |      |   |      |
| Niederschlag (mm)      | 79   | 71   | 69   | 72   | 79   | 54   | 48   | 46   | 66   | 83   | 104  | 95   | Σ | 866  |

| −2,4 |

| −0,1 |

| 2,9 |

| 6,7 |

| 10,8 |

| 14,2 |

| 16,1 |

| 15,6 |

| 12,3 |

| 7,9 |

| 3,5 |

| −0,6 |

| −2,4 |

| −0,1 |

| 2,9 |

| 6,7 |

| 10,8 |

| 14,2 |

| 16,1 |

| 15,6 |

| 12,3 |

| 7,9 |

| 3,5 |

| −0,6 |

## Geschichte
Beim Bau der Autobahn R7 wurden 2010 bei Poslishta die Überreste einer römischen Mansio (Raststätte) mit mehreren Räumen und einer Therme entdeckt. Höchstwahrscheinlich gab es an dieser Stelle auch eine Raststation für Pferde (lateinisch Mutatio). Solche Anlagen gab es an jeder wichtigen römischen Straße, in diesem Fall handelte es sich um die Via Lissus-Naissus, der antiken Verbindung zwischen den heutigen Städten Lezha und Niš.
Nach der Eroberung Kosovos durch das Königreich Serbien während des Ersten Balkankrieges 1912 richtete die serbische Regierung eine Militärverwaltung vor Ort ein, wobei Poslishta Teil der neu geschaffenen Gemeinde Hoča Zagradska (heute Hoça e Qytetit) wurde. Am 6. Januar 1929 wurde diese Verwaltungsgliederung aufgelöst, woraufhin das Gebiet Teil der neu geschaffenen Vardarska banovina innerhalb des Königreich Jugoslawiens wurde.
Bei einer 1919 durchgeführten Volkszählung wurden in Poslishta 11 Häuser mit 85 – allesamt albanischen – Einwohnern erfasst.

## Bevölkerung
| Census    | 1919 | 1948 | 1953 | 1961 | 1971 | 1981 | 1991 | 2011 |
| --------- | ---- | ---- | ---- | ---- | ---- | ---- | ---- | ---- |
| Einwohner | 83   | 160  | 118  | 177  | 333  | 719  | 1127 | 1520 |

Die Volkszählung aus dem Jahr 2011 ergab, dass in Poslishta 1520 Menschen wohnen. Von ihnen waren 1517 (99,80 %) Albaner und 3 gaben keine Angabe bezüglich ihrer Nationalität.

### Religion
Ebenfalls 1517 deklarierten sich als Muslime und von 3 Personen ist keine Antwort in Bezug auf die Religion vorhanden.